# Claudine Auger
Claudine Nicole Yvonne Oger (* 26. April 1941 in Paris; † 18. Dezember 2019 ebenda) war eine französische Schauspielerin. Sie war 1958 Miss World France.

## Leben

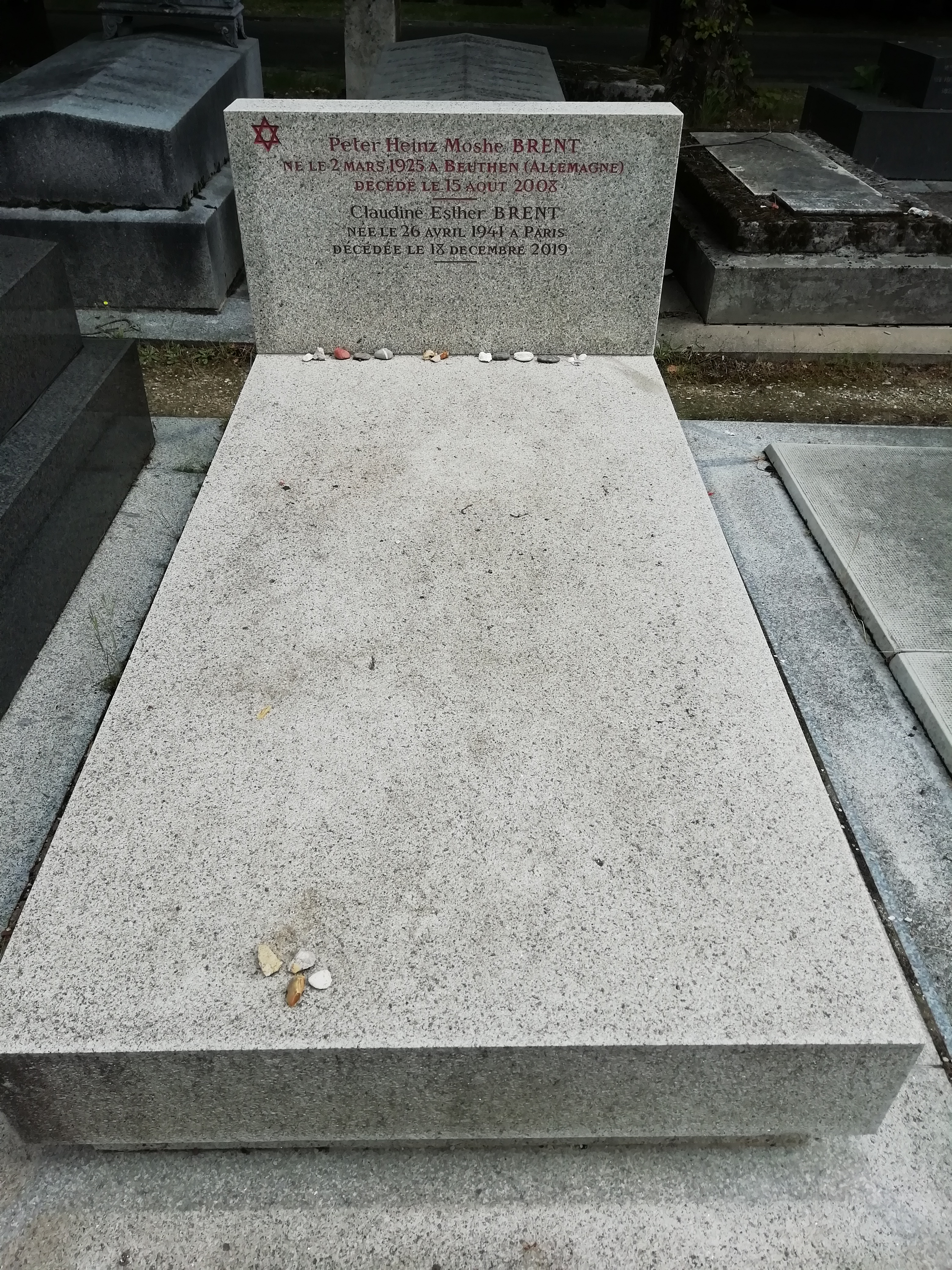
Grab von Claudine Auger auf dem Cimetière du Montparnasse

Sie wurde 1941 in Paris geboren, wo sie auch aufwuchs und das Collège Jeanne-d’Arc und später das Schauspielkonservatorium besuchte.
Im Alter von 17 Jahren gewann sie 1958 den Titel der Miss World France und war Zweitplatzierte beim Miss-World-Wettbewerb.
Jean Cocteau besetzte sie 1959 für ihre erste Nebenrolle: In Das Testament des Orpheus spielte sie eine Ballerina. Fünf Jahre später spielte sie ihre bekannteste Filmrolle, die des Bond-Girls Dominique „Domino“ Derval in James Bond 007 – Feuerball. Die Rolle war ursprünglich als die einer Italienerin namens Dominetta Palazzi angelegt und sollte von Luciana Paluzzi gespielt werden, die dann jedoch den Part des „bösen Bondgirls“ übernahm. Feuerball brachte Auger zwar eine erfolgreiche Filmkarriere in Europa, nicht aber in den USA. Ihr Schaffen umfasst 80 Film- und Fernsehproduktionen. Zuletzt trat sie als Schauspielerin 1997 in Erscheinung.
Mit 18 Jahren heiratete sie den 41-jährigen Pierre Gaspard-Huit, von dem sie sich später scheiden ließ. In zweiter Ehe war sie mit Peter Brent verheiratet. Brent starb im August 2008.
Claudine Auger starb im Dezember 2019 im Alter von 78 Jahren nach langer Krankheit in Paris. Sie wurde zu ihrem zweiten Ehemann, Peter Brent, auf dem Cimetière du Montparnasse (5. Division, Grand Cimetière du Montparnasse) in ihrer Heimatstadt beigesetzt.

## Filmografie (Auswahl)
- 1960: Das Testament des Orpheus (Le testament d’Orphée)
- 1960: Gefährliches Pflaster (Terrain vague)
- 1962: Die eiserne Maske (Le masque de fer)
- 1963: Kali Yug: Die Göttin der Rache (Kali Yug, la dea della vendetta)
- 1963: Kali Yug, 2. Teil: Aufruhr in Indien (Il mistero del tempio indiano)
- 1964: Die Lady
- 1965: Yoyo, der Millionär (Yoyo)
- 1965: James Bond 007 – Feuerball (Thunderball)
- 1966: L’arcidiavolo
- 1966: Der große Coup von Casablanca (L’Homme de Marrakech)
- 1966: Unser Boß ist eine Dame (Operazione San Gennaro)
- 1966: Spion zwischen 2 Fronten (Triple Cross)
- 1967: Ehe in Rom (Il padre di famiglia)
- 1968: Escalation
- 1968: Der Bastard (I bastardi)
- 1969: Liebesvögel (Lovebirds)
- 1971: Im Blutrausch des Satans (Reazione a catena)
- 1971: Un peu de soleil dans l’eau froide
- 1975: Flic Story – Duell in sechs Runden (Flic Story)
- 1978: Mord in Barcelona (Un papillon sur l’épaule)
- 1979: Mein Partner Davis (L'associé)
- 1984: Der Leutnant und sein Richter
- 1985: Der Denunziant (Il pentito)
- 1992: Salz auf unserer Haut (Salt on Our Skin)